# Wybieranie poprzez losowanie
Wybieranie poprzez losowanie, selekcja losowa – w zarządzaniu to selekcja urzędników państwowych jako losowej próby z większej liczby kandydatów. System taki ma zapewnić, że wszystkie kompetentne i zainteresowane strony będą miały równe szanse na pełnienie funkcji publicznych. Minimalizuje to także upartyjnienie, ponieważ składanie wyborczych obietnic traci sens, jeśli przedstawiciele wybierani są losowo. Wybory natomiast przyczyniają się do wzmacniania upartyjnienia. W starożytnej demokracji ateńskiej wybieranie poprzez losowanie było tradycyjną i podstawową metodą mianowania urzędników państwowych, a jej stosowanie uznawano za najważniejszą cechę demokracji.
Współcześnie wybieranie poprzez losowanie jest stosowane do wybierania przyszłych ławników w systemach prawnych opartych na common law oraz wykorzystywane do tworzenia grup obywatelskich posiadających uprawnienia doradcze w sprawach politycznych (zgromadzenia obywatelskie).

## Historia

### Starożytne Ateny
Demokracja ateńska rozwinęła się w VI wieku p.n.e. z tzw. izonomii (równości prawa i praw politycznych). Wybieranie poprzez losowanie było wówczas głównym sposobem osiągnięcia tej równości. Wykorzystywano je do wybrania większości sędziów i ławy przysięgłych (zazwyczaj 501 mężczyzn).
W Atenach „demokracja” (dosłownie oznaczająca rządzenie przez lud) była w opozycji do oligarchii (rządzenie przez nielicznych). Demokracja ateńska charakteryzowała się tym, że była tworzona przez „wielu” (zwykłych ludzi) wylosowanych do rządu. O takim pojmowaniu demokracji mówi Perykles w mowie pogrzebowej: „Nazywa się ten ustrój demokracją, ponieważ opiera się na większości obywateli, a nie na mniejszości”. 

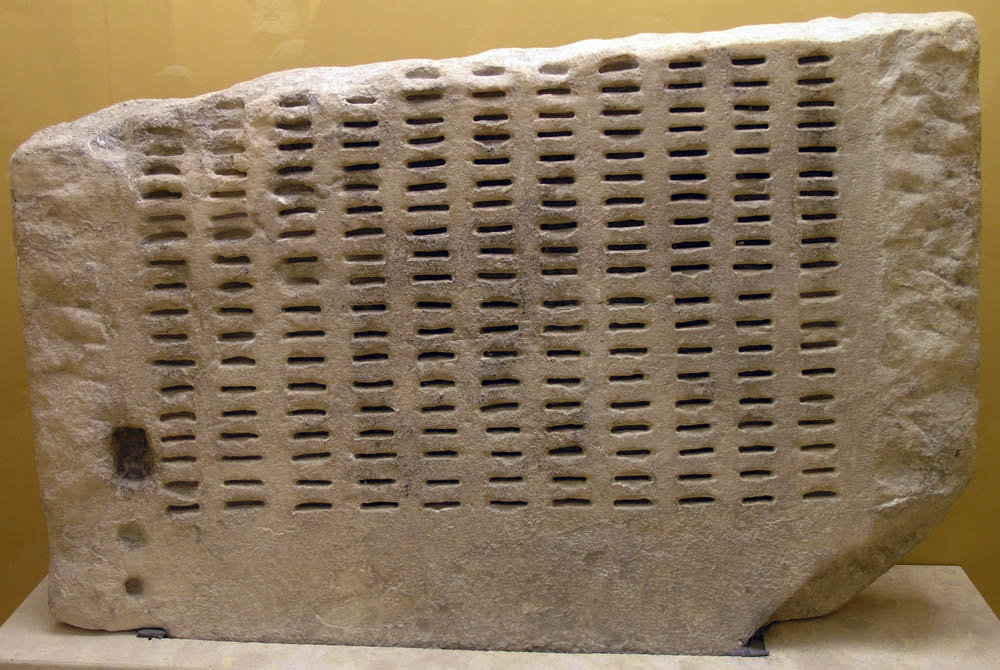
Kleroterion w Muzeum Starożytnej Agory (Ateny)

Ateńczycy wierzyli, że nie wybory, ale wybieranie poprzez losowanie jest demokratyczne i stosowali złożone procedury oraz urządzenia do losowania, np. kleroterion, aby uniknąć prób korupcji podejmowanych przez oligarchów. Według Mogensa Hermana Hansena sąd obywatelski był ważniejszy od zgromadzenia, ponieważ wyznaczeni członkowie złożyli przysięgę, której zwykli obywatele w Zgromadzeniu nie złożyli, a zatem sąd mógł unieważnić decyzje Zgromadzenia. Zarówno Arystoteles, jak i Herodot (jeden z pierwszych pisarzy podejmujących temat demokracji) podkreślają, że losowanie jest sprawdzianem demokracji.
Dawniej naukowcy utrzymywali, że wybieranie poprzez losowanie miało swoje korzenie w mitologii, jednak taka przesłanka przestała być powszechnie uznawana. W starożytnej mitologii greckiej Zeus, Posejdon i Hades ustalili swoje władanie poprzez losowanie. Zeus dostał niebo, Posejdon morze i Hades podziemny świat zmarłych.
W Atenach obywatele samodzielnie zgłaszali się do puli, z której byli losowani. Sędziowie wyznaczeni przez losowanie pełnili obowiązki przez rok. Obywatel nie mógł sprawować tego samego urzędu więcej niż raz w życiu, ale mógł sprawować różne urzędy. Wszyscy obywatele płci męskiej w wieku powyżej 30 lat, którzy nie zostali pozbawieni praw obywatelskich (atimia), byli uprawnieni do wzięcia udziału w losowaniu. Wylosowani obywatele byli poddawani sprawdzeniu (dokimazji) w celu uniknięcia niekompetentnych urzędników. Sędziowie po objęciu stanowiska byli stale monitorowani przez Zgromadzenie.

## Nowożytność
Wybieranie poprzez losowanie najczęściej stosuje się do tworzenia ław przysięgłych i paneli obywatelskich. Na przykład rada w Vancouver zainicjowała panel obywatelski, który działał w latach 2014–2015, aby pomóc w planowaniu miasta.
Wybieranie poprzez losowanie jest powszechnie stosowane przy wyborze ławników w anglosaskim systemie prawnym, ale też w bardziej przyziemnych sprawach (np. wybór porządkowego w klasie poprzez ciągnięcie słomek). W życiu publicznym przedstawiciele są często losowani, jeśli inne formy selekcji, takie jak wybory, nie przynoszą rezultatu.
Wybieranie poprzez losowanie stosuje się także w poborze do wojska, jako jedną z metod przyznawania amerykańskich zielonych kart oraz przy przypisywaniu uczniów do szkół.

### Współczesne przykłady
- W niektórych krajach, na przykład w Stanach Zjednoczonych i Wielkiej Brytanii, wybierane poprzez losowanie są ławnicy ław przysięgłych.
- Panele obywatelskie są stosowane jako pomoc dla decydentów politycznych. W 2004 r. losowo wybrana grupa obywateli w Kolumbii Brytyjskiej została zwołana, aby zaproponować nowy system wyborczy[12]. Takie zgromadzenie powtórzono trzy lata później w Ontario[13]. Jednak zalecenia żadnego ze zgromadzeń nie osiągnęły wymaganej większości niezbędnej do wdrożenia.
- MASS LBP, kanadyjska firma zainspirowana pracami paneli obywatelskich ds. reformy wyborczej, jest pionierem w wykorzystaniu paneli referencyjnych obywateli do rozwiązywania szeregu problemów dla sektora publicznego. Panele referencyjne wykorzystują loterie obywatelskie, nowoczesną formę wybierania poprzez losowanie, aby wybierać przedstawicieli obywateli z ogółu społeczeństwa[14].
- Democracy In Practice, międzynarodowa organizacja zajmująca się usprawnianiem demokracji i budowaniem potencjału, wdrożyła wybieranie poprzez losowanie w szkołach, losowo wybierając członków samorządów studenckich w Boliwii[15].
- Duńskie konferencje konsensusowe dają zwykłym obywatelom szansę zabrania głosu w debatach na temat porządku publicznego. Dobór obywateli nie jest całkowicie przypadkowy, ale nadal ma charakter reprezentatywny[16].
- Prywatne organizacje mogą również korzystać z wybierania poprzez losowanie. Na przykład opieka zdrowotna Samaritan Ministries czasami wykorzystuje panel 13 losowo wybranych członków do rozstrzygania sporów, co niekiedy prowadzi do zmian zasad działania organizacji[17].
- Wybieranie poprzez losowanie u Amiszów obejmuje listy kandydatów na liderów społeczności. W trakcie procesu członkowie społeczności zgłaszają jedną nominację, a spośród kandydatów, którzy przekroczyli wymagany próg głosów, losuje się zwycięzcę[18].
- W Polsce panel obywatelski jest powoływany w Gdańsku, gdzie członkowie panelu są wybierani do losowania na podstawie wielkości dzielnicy, płci, grupy wiekowej i poziomu wykształcenia. Do udziału w panelu obywatelskim mogą się zgłosić wyłącznie osoby, które otrzymały listowne zaproszenie. Adresaci listów zostali wyłonieni przez losowanie z całego rejestru wyborców. Z osób, które wyraziły chęć udziału w panelu, losuje się ostateczny skład[19].
- Drugim polskim miastem gdzie panel obywatelski jest losowany (próba dobierana w sposób kwotowo-losowy, a następnie poddana korygującej procedurze ważenia) jest Olsztyn[20].

## Zalety

### Różnorodność poznawcza
Różnorodność poznawcza to połączenie różnych sposobów patrzenia na świat i interpretowania wydarzeń, w których różnorodność perspektyw prowadzi osoby do tworzenia różnych rozwiązań tych samych problemów. Różnorodność poznawcza nie jest determinowana przez płeć, pochodzenie etniczne, wyznawane wartości czy wiek, choć często są one pozytywnie skorelowane. Według wielu naukowców, takich jak Page i Landemore, różnorodność poznawcza jest ważniejsza dla tworzenia dobrych propozycji niż średni poziom umiejętności grupy. To „twierdzenie o różnorodności atutów” ma zasadnicze znaczenie, dlatego wybieranie poprzez losowanie jest skutecznym narzędziem demokratycznym. Mówiąc najprościej, rozwiązania zaproponowane przez losowo wybrane osoby są lepsze niż te zaproponowane przez wskazane odgórnie jednostki.

### Uczciwość
Wybieranie poprzez losowanie jest z natury egalitarne, ponieważ zapewnia wszystkim obywatelom równe szanse na objęcie urzędu.
Losowanie eliminuje tendencyjność wyboru rasy, wyznania, płci itp. widocznych w większości organizowanych wyborów. By lepiej oddać strukturę wybieranych przedstawicieli można zastosować losowanie warstwowe. Tendencyjność może nadal istnieć, jeśli określone grupy zostaną celowo wykluczone z losowania. Na przykład w starożytnych Atenach kobiety, niewolnicy, młodsi mężczyźni i cudzoziemcy nie mogli być losowani.

### Demokratyczność
Greccy pisarze, którzy wspominają o demokracji (w tym Arystoteles, Platon i Herodot) podkreślają rolę losowania jako narzędzia bardziej demokratycznego niż wybory.
Pogląd, że demokracja wiąże się z wybieraniem poprzez losowanie, był powszechny w XVIII wieku. Monteskiusz pisze w „O duchu praw”: „Kiedy w rzeczypospolitej lud, jako ciało, ma najwyższą właǳę, wówczas jest to demokracją. Kiedy najwyższa właǳa jest w rękach części ludu, nazywa się to arystokracją”.

### Działanie antykorupcyjne
Wybieranie poprzez losowanie może w mniejszym stopniu prowadzić do korupcji niż głosowanie. Autor James Wycliffe Headlam wyjaśnia, że Rada Ateńska (losowo wybranych 500 administratorów) popełniłaby sporadyczne błędy, takie jak nakładanie zbyt wysokich podatków. Ponadto od czasu do czasu niektórzy członkowie Rady mogli wykorzystywać swoje stanowisko do wzbogacenia się. Jednak „systematyczny ucisk i zorganizowane oszustwa były niemożliwe”. Grecy uznawali, że wybieranie poprzez losowanie rozbija frakcje, osłabia nadużywanie władzy i wyznacza stanowiska tak dużej liczbie odmiennych ludzi, że wszyscy mają na siebie oko, czyniąc zmowę rzadkością. Co więcej, władza niekoniecznie trafiała do tych, którzy jej pragnęli lub planowali jej zdobycie. Ateńczycy wykorzystali misterną maszynę, kleroterion, aby wylosować członków. Headlam wyjaśnia również, że „Ateńczycy nie odczuwali braku zaufania do losowania i uważali je za najbardziej naturalny i najprostszy sposób wyznaczania”.
Podobnie jak ateńscy demokraci, krytycy polityki wyborczej w XXI wieku twierdzą, że proces wyborczy w drodze głosowania podlega manipulacji poprzez środki nacisku takie jak pieniądze. Wybory parlamentarne dają władzę kilku silnym grupom, uważa się je za mniej demokratyczny system niż wybór losowy spośród populacji.

### Wzmocnienie pozycji zwykłych ludzi
Nieodłącznym problemem związanym z wyborami jest nadmierna reprezentacja grup aktywnych politycznie w społeczeństwie, które zwykle dołączają do partii politycznych. Na przykład w 2000 r. mniej niż 2% populacji Wielkiej Brytanii należało do partii politycznej, podczas gdy w 2005 r. było tylko 3 niezależnych posłów, czyli 99,5% wszystkich brytyjskich posłów należało do partii politycznych. W rezultacie jeden poseł reprezentował 1800 członków partii, podczas gdy ci, którzy nie należeli do partii, mieli jednego posła na 19 milionów osób.
Ponadto wylosowani przedstawiciele rozwijają swoje kompetencje poprzez udział w podejmowaniu decyzji. Obywatele mają silniejszą pozycję dzięki temu, że biorą udział w podejmowaniu decyzji, które ich dotyczą. W większości krajów jest wdrażany rodzaj edukacji obywatelskiej, ale ciała oparte na wybieraniu poprzez losowanie pozwalają zwykłym ludziom rozwijać swoje umiejętności podejmowania demokratycznych decyzji.

### Zerwanie z lojalnością partii politycznej
Wybierani przedstawiciele zwykle są wspierani przez partie polityczne i to im zawdzięczają stanowiska. Oznacza to, że często są lojalność wobec partii i możliwość głosowania nawet wbrew sumieniu i przekonaniom. Przedstawiciele wybierani poprzez losowanie nie muszą nikomu się odwdzięczać za zdobyte stanowisko.

## Wady

### Niekompetencja
Najczęstszym argumentem przeciwko prostemu wybieraniu poprzez losowanie (tj. bez wcześniejszego wyboru grup, z których się losuje) jest to, że nie bierze pod uwagę umiejętności ani doświadczenia, które mogłyby być potrzebne do skutecznego obsadzenia powierzonych stanowisk. Gdyby takie stanowisko wymagało określonego zestawu umiejętności, wybieranie poprzez losowanie niekoniecznie gwarantowałoby wybór osoby, której umiejętności odpowiadały wymogom sprawowanego urzędu, chyba że grupa, z której losuje się, składa się z osób posiadających niezbędne umiejętności. Dlatego w starożytnych Atenach nie stosowano wybierania poprzez losowanie do wyboru dowódców wojskowych (strategów). Natomiast systemy wyborcze lub mianowania mogą ograniczać problem braku kompetencji.

### Błędy
Ponieważ wprowadzona jest losowość, zawsze istnieje statystyczna możliwość, że wybieranie poprzez losowanie może wskazać osobę lub grupę niereprezentatywną.

### Brak legitymizacji
Jeśli uważa się, że głosowanie wyraża „zgodę rządzonych”, to właśnie głosowanie legitymizuje działania wybranych w ten sposób przedstawicieli. Zgodnie z tym poglądem wybrani urzędnicy mają większą władzę niż wylosowani. Bez powszechnego mandatu losowo wybrani politycy tracą podstawy, na których często opiera się władza. W rezultacie pojawiają się sugestie, że wybieranie poprzez losowanie powinno być stosowane jedynie do wybierania grup konsultacyjnych lub decydujących o tematyce jaką powinni się zajmować rządzący wybrani w wyborach.

### Chęć do wykonywania dodatkowych obowiązków
W systemie wyborczym kandydaci sami wyrażają chęć do wykonywania powierzanych zadań. W systemie prostego wybierania poprzez losowanie chęć do wykonywania zadań nie jest uwzględniania. Wiele systemów wyborczych przypisuje wybranym osobom rolę reprezentanta wyborców. Wybrani przedstawiciele akceptują dodatkowe obciążenie pracą, a wyborcy mogą również wybrać tych przedstawicieli, którzy są gotowi zaakceptować ciężar związany z nowymi obowiązkami. Osoby wybrane losowo z obszernej puli obywateli nie mają szczególnego przywiązania do swojej roli i mogą nie być dobrymi przedstawicielami.

### Brak poczucia odpowiedzialności
W przeciwieństwie do wyborów, w których członkowie wybranego ciała mogą ubiegać się o reelekcję, wybieranie poprzez losowanie nie oferuje mechanizmu, za pomocą którego można wyrazić zadowolenie lub niezadowolenie z poszczególnych, wylosowanych członków. W wybieraniu poprzez losowanie nie ma formalnego sprzężenia zwrotnego ani odpowiedzialności innej niż karna.